# Ibolya (növénynemzetség)
Az ibolya (Viola) az ibolyafélék családjának névadó és egyben legnagyobb nemzetsége mintegy négyszázötven fajjal.

## Elterjedése, élőhelye
Fajai megtalálhatók minden trópusi és szubtrópusi területen, emellett az északi és a déli mérsékelt égövbe is benyomulnak – dél felé egészen a Tűzföldig, Dél-Afrikáig és Új-Zélandig. Az Andokban megtelepedett fajok némelyike 4600 méterig is felkapaszkodik.

## Felépítése, megjelenése
Lomblevelei nagyon változatosak; gyakran levélrózsában állnak. Egyes fajok levele lándzsás, másoké igen széles, szárnyas, ujjas vagy akár pajzs alakú is lehet. A magashegyi fajok apró, bőrnemű, éles-szögletes, sokszor pikkelyszerű levele a megvastagodott hajtásra borul.
Öttagú, illatos virágainak két középső szirma eláll vagy lefelé konyul. Az illatát adó illóolajokon kívül a levele és virága nyálkaanyagokat is tartalmaz. Porzóik két hosszú, nektártermelő nyúlványa egy hasonló színű nektárvonallal együtt az alsó szirom sarkantyúszerű kiöblösödésébe nyúlik bele. A porzókon túlnyúló bibe igen sokféleképpen osztott; kiszélesedő és bögreszerűen bemélyedő egyaránt lehet. A virág sokszor ki sem nyílik, ilyenkor a növény önbeporzó (kleisztogám).
Termése tokszerű.

## Életmódja
A fajok többsége évelő gyökérzetű lágyszárú, néhány félcserje, egy csoportjuk egy- vagy kétéves lágyszárú növény.
A magashegyi fajok leveleinek epidermisze (bőrszövete) a külső sejtfal megvastagodásával hatékonyan csökkenti a párologtatást.
A többi ibolyaféléhez hasonlóan a névadó nemzetség virágait is rovarok porozzák be. Amikor a nektárra gyűlő rovarok szétnyomják a porzókat, az ezek közé bepotyogott virágpor rájuk tapad. Az, hogy milyen rovarok látogatják ezeket a virágokat, alapvetően a sarkantyú hosszától függ. Ez lehet nagyon rövid (mint például a sárga ibolyáé (Viola biflora), de lehet nagyon hosszú is, mint a Viola calcarata virágáé.

## Rendszertani felosztása
A nemzetséget két csoportra, az évelő ibolyákra és az egy- vagy kétéves árvácskákra osztják.

### Ibolyák
A bibeszál töve egyenes, a vége horgas csőrű.

### Árvácskák
A bibeszál töve görbült, csúcsa megvastagodott.
Ízük enyhén mentás; de elsősorban nem ezért, hanem dekorativitásuk miatt használják őket egyes hidegtálak, illetve gyümölcsételek díszítésére.

## Felhasználása
Számos faját dísznövénynek (kerti, utcai virágnak stb.) ültetik. Ilyen célokra különösen kedvelt
- az illatos ibolya (V. odorata) és
- a kerti árvácska (V. x wittrockiana) (ezt a 19. században hozták létre a V. altaica és a V. lutea faj keresztezésével).

Az illatos ibolya virágából Dél-Franciaországban és Olaszországban olajat sajtolnak, kimondottan illatszeripari célokra termesztik. Az ibolyavirág-olaj az egyik legdrágább illatszer alapanyag. Ugyanennek a fajnak a leveleiből párolják le az ibolyalevél-olajat – 20 g tiszta olaj körülbelül 1 tonna levélből állítható elő.
Az egyik, Új-Guineában termő faj leveleit sebek gyógyítására használják.
A V. verucunda leveleit Kínában főzeléknövénynek termesztették.
Az ibolya virágjainak felhasználásával szörp és lekvár is készíthető.
Egyes ibolyafajokat klinikai kísérletekben vizsgáltak. Egy kettős vak klinikai vizsgálat kimutatta, hogy az illatos ibolyából készített szirup alkalmazása kiegészítő kezelésként a rövid hatásidejű β-antagonisták révén enyhítheti a köhögés és az asztma tüneteit gyerekeknél. 
Egy másik tanulmány szerint az illatos ibolyából nyert illóolaj segít az álmatlanságban szenvedőkön. 
A háromszínű árvácska kivonata hasznosnak bizonyult az enyhe és közepesen súlyos atópiás dermatitisz kezelésében.
Erős vérnyomás csökkentő hatása is van.